# Reggie Redding
Reginald Edward Redding Junior (* 18. Juli 1988 in Philadelphia, Pennsylvania) ist ein ehemaliger US-amerikanischer Basketballspieler. In der deutschen Basketball-Bundesliga stand er in Tübingen, Berlin und München unter Vertrag. Redding bestritt insgesamt 237 Bundesligaspiele. Er kam als Small Forward zum Einsatz.

## Leben

### Spieler
Redding studierte von 2006 bis 2010 an der Villanova University (B.A. in Business Administration) und kam in dieser Zeit auf 123 Einsätze für deren Basketballmannschaft Wildcats. Mit diesen erreichte er 2008 die Runde der Sweet Sixteen und 2009 der Final Four der NCAA-Endrunde. 
2010/11 verließ der 1,96 m große Redding die USA und spielte in der obersten Basketball-Liga Zyperns für InterCollege ETHA in Engomi bei Nikosia. Am 18. Juli 2011, Reddings 23. Geburtstag, gab der deutsche Bundesligist Walter Tigers Tübingen seine Verpflichtung zum Beginn der Saison 2011/12 bekannt. Nach einer Saison verlängerte er seinen Vertrag in Tübingen um ein weiteres Jahr. Redding wurde in der Saison 2012/13 in das All-BBL Second Team gewählt. Zur Saison 2013/14 verließ Redding die Mannschaft und wechselte innerhalb der Liga zu Alba Berlin. Beim Club aus der Hauptstadt erhielt er einen Vertrag bis 2015.
In seiner ersten Saison in Berlin avancierte Redding zum Leistungsträger. Es gelang ihm sowohl, in der Bundesliga als auch im Eurocup deutlich zweistellig zu punkten, er verhalf damit Alba Berlin, die Endspiele um die deutsche Meisterschaft und im Eurocup das Viertelfinale zu erreichen. Seine starken Leistungen in der Saison 2013/14 zeigen sich auch durch die Wahl in das All-BBL First Team, das All-Eurocup Second Team und dem zweiten Platz bei der Wahl zum MVP.
Mit Alba Berlin spielte er in der folgenden Saison in der höchsten europäischen Spielklasse, der Euroleague, wo er mit durchschnittlich 12,4 Punkten einen großen Anteil daran hatte, dass Berlin die Runde der besten 16 Mannschaft erreichte. Nach Ablauf seines Vertrages wechselte Redding von Berlin in die Türkei und schloss sich zur Saison 2015/16 Darüşşafaka SK Istanbul an. Mit Darüşşafaka stand Redding erneut unter den 16 besten Mannschaften der Euroleague. In der Türkiye Basketbol Ligi erreichte man das Halbfinale. 
Nach einem Jahr in der Türkei wechselte Redding zur Saison 2016/17 in die Basketball-Bundesliga zurück, er schloss sich dem FC Bayern München an. Dort unterschrieb er einen Jahresvertrag. Ab der Saison 2018/19 spielte er bei Türk Telekom Ankara. Sein letzter Verein als Berufsbasketballspieler wurde KK Partizan Belgrad.

### Trainer
Im Oktober 2021 wurde Redding von der NBA-Mannschaft Philadelphia 76ers eingestellt, er übernahm Aufgaben in der Spielerweiterentwicklung.

## Auszeichnungen
- All-BBL Second Team 2012/13
- All-BBL First Team 2013/14
- All-Eurocup Second Team 2013/14